# Cantref

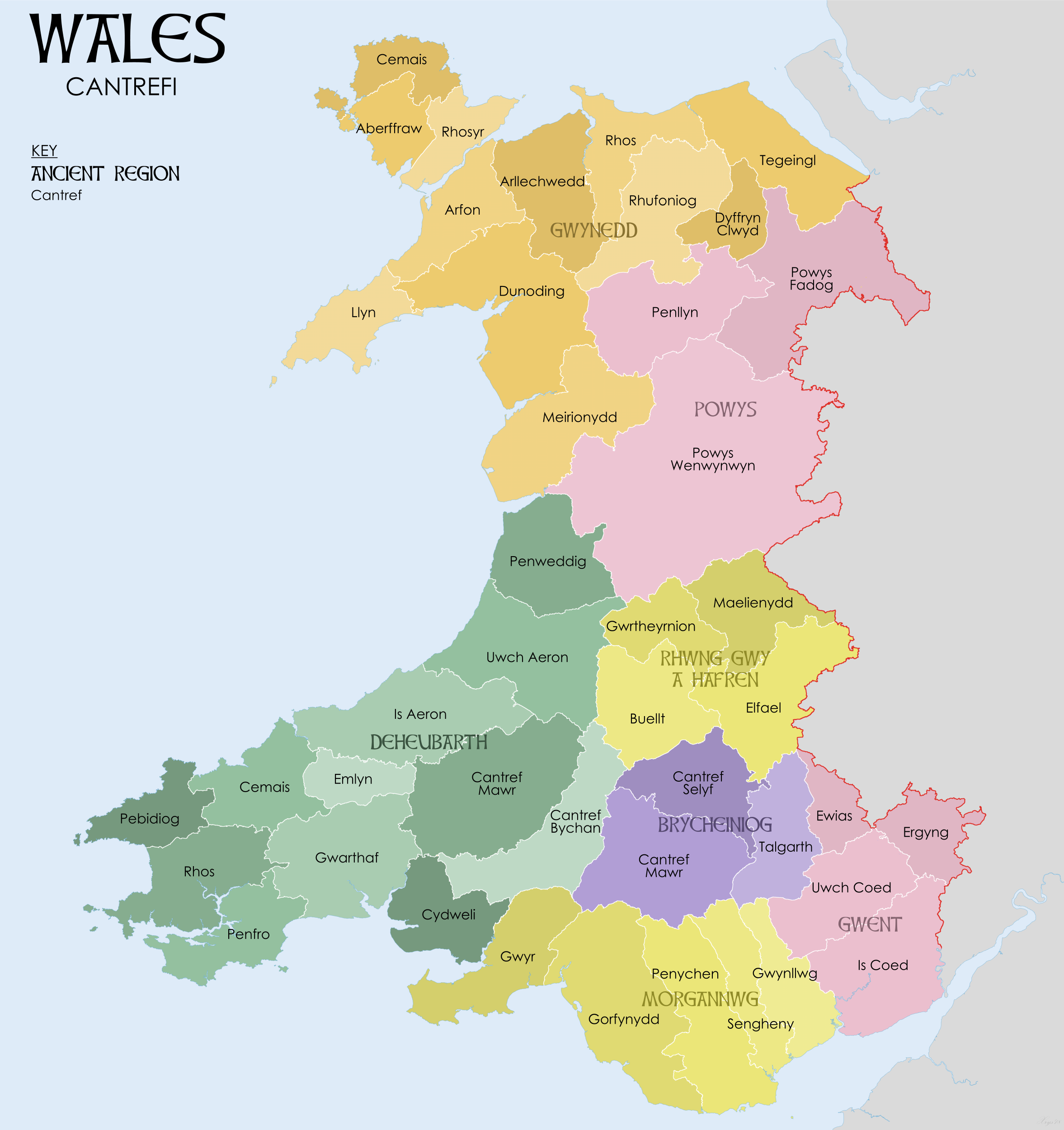
Cantrefi del Gal·les medieval

Un cantref (IPA: [ˈkantrɛ(v)], en plural cantrefi) era una divisió administrativa gal·lesa medieval, especialment important en l'administració de la llei gal·lesa.

## Història
En el Gal·les medieval, la terra es dividia en cantref, que al seu torn se subdividien en cymydau (en singular Cwmwd, en anglès, commotes). El nom "cantref" procedeix de les paraules gal·leses "Cant" ("un centenar") i "tref" ("ciutat" en gal·lès modern, però antigament designava poblets); es creu que el cantref era la divisió política original, i que els cymydau van ser de creació posterior. Els cantrefi podien variar molt en extensió: la majoria tenien dos o tres cymydau, però els més grans, com "Cantref Mawr" (Gran Cantref) a Ystrad Tywi (Sir Gaerfyrddin), es dividien en set commotes. Per a fer-se una idea de l'extensió d'un cantref, l'illa de Mona en comprenia tres, Cemais, Aberffraw i Rhosyr.
Els cantrefi eren molt importants en l'aplicació de la llei gal·lesa. Cadascun tenia la seva pròpia cort de justícia, que era l'assemblea dels "uchelwyr", els principals terratinents. El consell era presidit pel rei, si estava present en la zona, o bé pels seus representants. A banda dels jutges hi hauria un escrivent, un algutzir i dos procuradors professionals. Aquest tribunal tenia jurisdicció sobre crims, la fixació de límits de propietats i afers d'herències. Posteriorment, el cwmwd s'arrogà moltes de les funcions de les corts dels cantrefi, i en algunes àrees els noms dels cymydau són més coneguts que el del cantref al qual pertanyien.

## Cantrefi de Gal·les

### Gwynedd
- Arllechwedd
- Cemais
- Aberffraw
- Rhosyr
- Arfon
- Arllechwedd
- Llŷn
- Dunoding
- Rhos
- Rhufoniog
- Dyffryn Clwyd
- Tegeingl

### Powys
- Maelor
- Penllyn
- Swydd y Waun
- Arwystli
- Mochnant
- Cyfeiliog
- Caereinion
- Mechain
- Cedewain
- Gwrtheyrnion
- Elfael
- Maelienydd
- Buellt

### Deheubarth

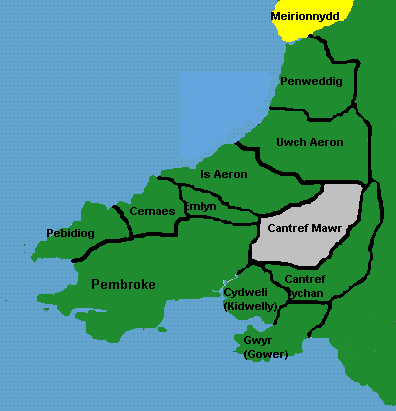
Cantrefi de Deheubarth pels voltants del 1160

- Penweddig
- Is Aeron
- Uwch Aeron
- Cemais
- Pebidiog
- Rhos
- Deugleddyf
- Penfro
- Cantref Gwarthaf
- Emlyn
- Y Cantref Mawr
- Y Cantref Bychan
- Eginog